# Все життя (фільм, 1978)
«Все життя» (груз. «ბათა ქექია», інша назва: «Бата Кекія») — радянський художній фільм знятий на кіностудії «Грузія-фільм» в 1978 році, екранізація роману Дьомни Шенгелаї «Бата Кекія».

## Сюжет
У фільмі розповідається історія з життя грузинського села до Жовтневої революції. Селянин Бата Кекія рано осиротів. Він прожив важке і драматичне життя: наймитував, ростив дітей. Разом з підрослими синами взяв участь у страйку потійських робітників. За участь у страйку він був заарештований. Коли Бата повернувся в рідне село, то його вже ніхто не чекав: дружина його померла, а сини роз'їхалися. Бата не став сумувати, він знав ціну життя…

## У ролях
- Серго Мамаладзе — головна роль
- Сосо Арашидзе — головна роль
- Нодар Чачанідзе — головна роль
- Вахтанг Цирекідзе — епізод
- Симон Чинчаладзе — епізод
- Георгій Гегечкорі — епізод
- Майя Геденідзе — епізод
- Єва Хутунашвілі — епізод
- Майя Еліава — епізод
- Нана Кавтарадзе — епізод
- Бердія Інцкирвелі — епізод
- Гурам Пірцхалава — епізод
- Іван Сакварелідзе — епізод
- Ерлом Ахвледіані — епізод

## Знімальна група
- Режисер — Лейла Горделадзе
- Сценарист — Ерлом Ахвледіані
- Оператор — Лері Мачаїдзе
- Композитор — Йосип Кечекмадзе
- Художники — Гугулі Курдіані, Вахтанг Руруа